# Langues formosanes
Les langues formosanes sont un regroupement géographique qui regroupe 9 branches sur 10 de la famille austronésienne. Les langues malayo-polynésiennes n'en font pas partie. Elles sont parlées par les aborigènes de Taïwan, qui représentent environ 2 % de la population de l'île. On estime maintenant que Taïwan est le berceau de toutes les autres langues austronésiennes, en raison de la diversité linguistique et de l'archaïsme des langues austronésiennes parlées à Taïwan. Le reste de la population (les Hans) y parlant des langues chinoises (langues sino-tibétaines, dont majoritairement le mandarin) et le taïwanais (dialecte du minnan, langue médiévale chinoise).

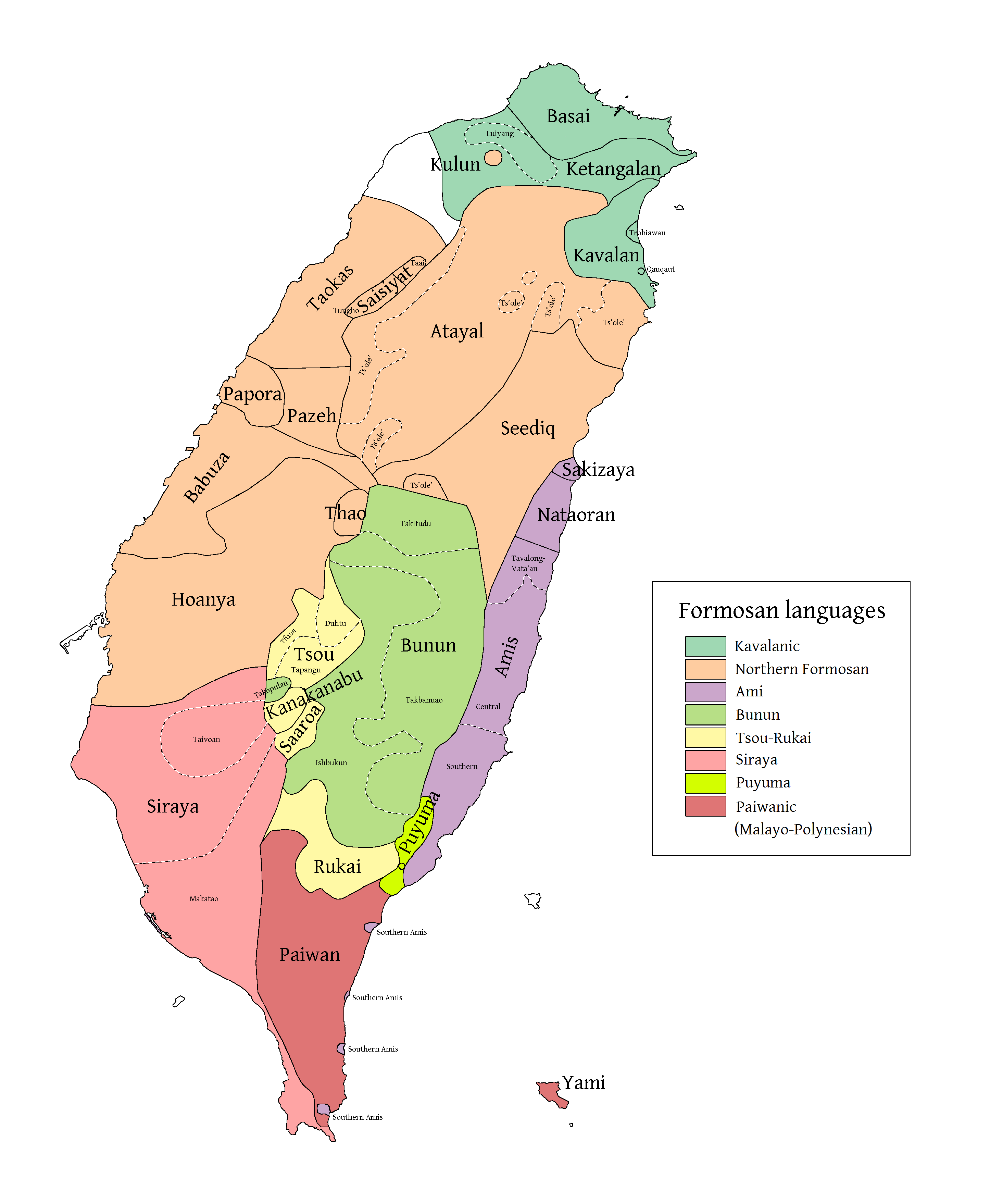
Répartition géographique des langues formosanes

## Origine
Les langues de Taïwan, en particulier celles du nord, représentées par le groupe atayalien, le seediq et le tsou, incite la plupart des chercheurs à voir dans cette île le berceau des langues austronésiennes. Les recherches archéologiques et la comparaison culturelle révélant l'étroite affinité entre Taïwan et le continent voisin depuis le début du peuplement de l'île (vers le cinquième millénaire av. J.-C.) permettent cependant de conclure maintenant que ses habitants en étaient originaires. Cela permet d'en déduire que le véritable berceau initial des langues austronésiennes est à rechercher sur le littoral oriental de la Chine actuelle, sans doute dans l'embouchure du Yangzi Jiang où fleurissait la culture de Hemudu. C'est là que semblent avoir été inventés les embarcations à balancier, les habitations sur pilotis, la domestication du porc et autres éléments caractéristiques de la civilisation austronésienne.
La famille austronésienne regroupe plus de 1 200 langues et parlers dans une aire allant de Taïwan à la Nouvelle-Zélande et de Hawaï et l’île de Pâques jusqu'à Madagascar.

## Histoire
Les Austronésiens ont dû arriver à Taïwan il y a 5 000 ans depuis le littoral de la Chine du Sud, où ils pratiquaient déjà la culture du millet et du riz.
Les Hans de Taïwan parlent des dialectes hakka et du min méridional. La Chine commença à administrer réellement l'île en 1683 seulement, date à laquelle elle place un gouverneur. De 1895 à 1945, Taïwan fut occupée par les Japonais. Après 1945, les langues formosanes subirent une nouvelle influence des langues chinoises, en particulier du mandarin désormais langue officielle.
La plupart des langues formosanes furent influencées à divers degrés par ces langues, particulièrement par le japonais. De nos jours, elles cèdent peu à peu devant le mandarin culturellement dominant, mais depuis quelques années, le gouvernement taïwanais a instauré un programme de réhabilitation de la culture des autochtones incluant l'introduction des langues formosanes à l'école.

## Classification
- langues formosanes orientales
  - langues kavalaniques
    - kavalan
    - basay †
    - luilang

  - langues amis
    - sakizaya
    - amis

  - langues sirayaïques
    - siraya †
    - langues taivoan
      - taivoan †
      - makatao †
- langues formosanes du nord ?
  - langues formosanes du Nord-Ouest
    - saisiyat
    - pazeh †
    - kulon †

  - langues formosanes des plaines occidentales
    - thao ou caw
    - langues formosanes des plaines occidentales centrales
      - langues babuza-favorlang ?
        - babuza
        - favorlang †

      - papora-hoanya †

  - langues atayaliques
    - atayal
    - seediq
- langues tsouiques
  - tsou
  - langues tsouiques du sud
    - kanakanabu
    - saaroa
- langues rukaïques
  - rukaï
- langues formosanes du sud ?
  - puyuma
  - paiwan
  - bunun

Nombreuses sont les langues formosanes qui ont déjà disparu, et le sort des quelques langues restantes n'est guère enviable ; beaucoup sont en voie d’extinction, nombre de jeunes aborigènes ne parlant que le mandarin.